# Clacuc
Clacuc (Klakuk, Claco) ist ein osttimoresischer Ort und Suco im Verwaltungsamt Fatuberlio (Gemeinde Manufahi).

## Geographie

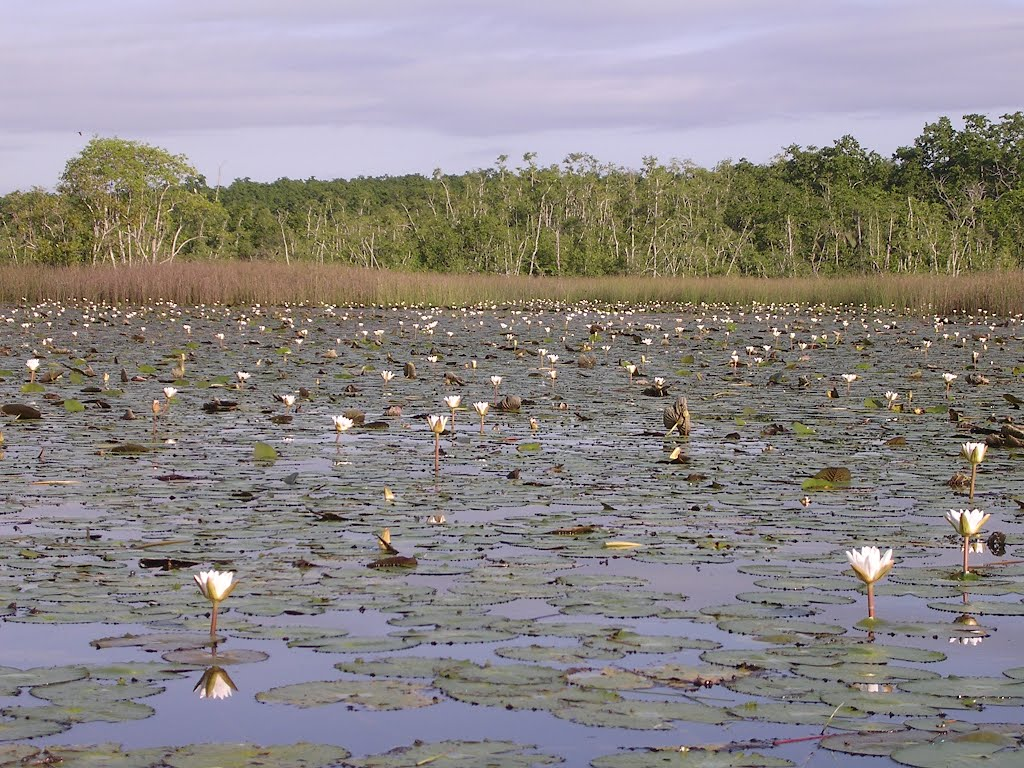
Wasserlilien am Lagoa Modomahia bei Welaluhu

Vor der Gebietsreform 2015 hatte Clacuc eine Fläche von 105,82 km². Nun sind es 99,35 km². Der Suco liegt im Osten des Verwaltungsamts Fatuberlio. Westlich befinden sich die Sucos Fatucahi und Caicassa. Im Osten grenzt Clacuc an die zur Gemeinde Manatuto gehörenden Verwaltungsämter Soibada mit dem Suco Samoro und Barique mit den Sucos Manehat und Uma Boco. Im Süden liegt die Timorsee. Entlang der Ostgrenze fließt der Sáhen und der Grenzfluss zu Nordfatucahi ist der Oricani, ein Nebenfluss des Clerec. Im Süden liegen mehrere Seen und Lagunen, so der Welada (Lagoa Lada) und der Modomahia (Modo Mahut).
Quer durch Clacuc führt die südliche Küstenstraße, eine der wichtigsten Überlandstraßen des Landes. An ihr liegen die meisten Orte des Sucos, die sich wie eine Perlenkette an ihr aufreihen. Dies sind Haleborliuk (Haleberliuk), Clacuc, Haslulucmodoc, Saluquim (Selucin), Uebicas (Webicas, Uebicas), Mane Hat (Manehat, deutsch „vier Männer“), Welaluhu, Fatubese (Fatubesi) und Fatumotin. Weiter südlich liegen weitere Siedlungen, wie Fatuboec und Kicras.
Der Ort Clacuc liegt im Osten des Sucos, auf einer Meereshöhe von 102 m. Hier befindet sich die Grundschule des Sucos, die Escola primaria Clacuc.
Welaluhu ist der Hauptort des Verwaltungsamts. Hier befindet sich ein kommunales Gesundheitszentrum, ein provisorischer Hubschrauberlandeplatz, eine prä-Sekundärschule und die zweite Grundschule des Sucos. Die dritte Grundschule liegt im Süden. In Uebicas gibt es eine Vorschule.
Im Suco befinden sich die fünf Aldeias Mane Hat, Nalolo, Saluquim, Tiro und Uebicas.

## Einwohner

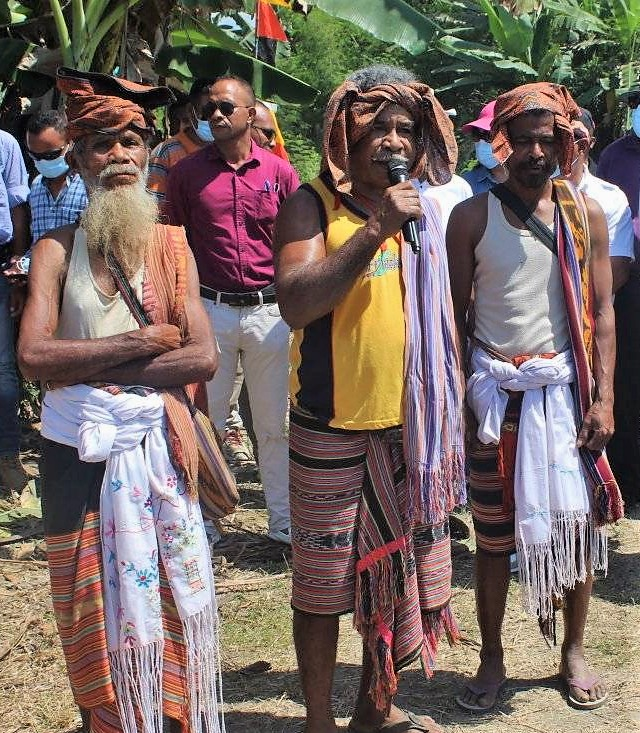
Dorfälteste in der Aldeia Webicas

In Clacuc leben 2.666 Einwohner (2022), davon sind 1.394 Männer und 1.272 Frauen. Im Suco gibt es 458 Haushalte. Fast 84 % der Einwohner geben Tetum Terik als ihre Muttersprache an. Über 13 % sprechen Tetum Prasa, über 2 % Lakalei und Minderheiten Mambai und Galoli.

## Geschichte

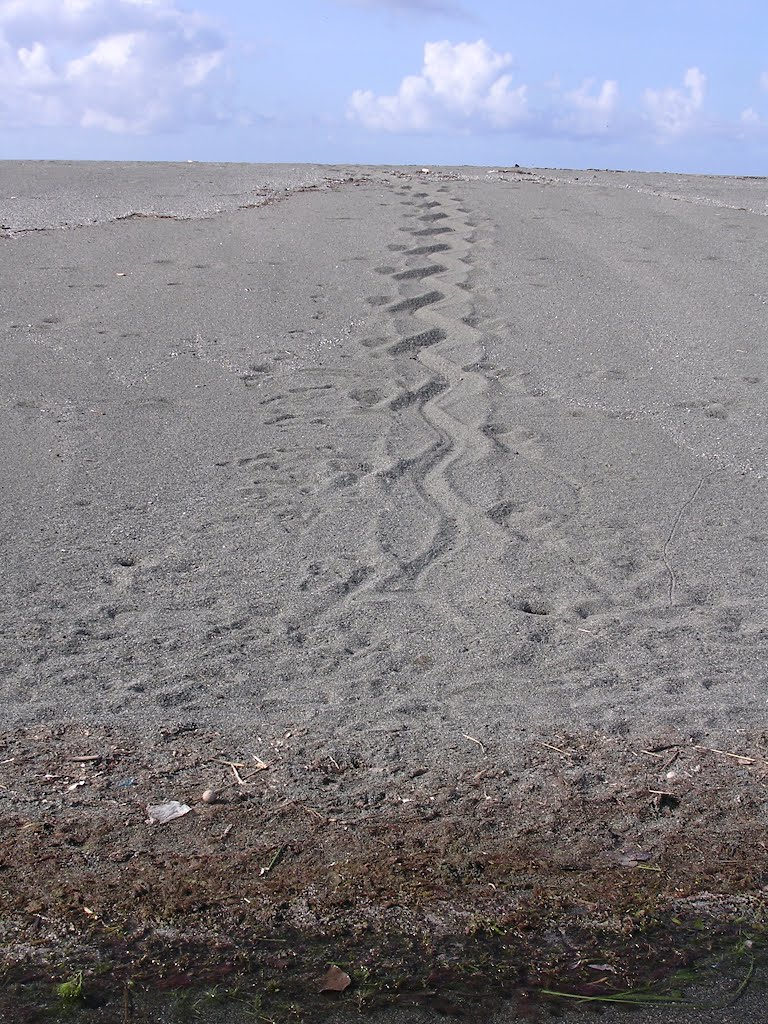
Spuren eines Leistenkrokodils, die es häufig in den großen Süßwassersümpfen um den Lagoa Modomahia bei Welaluhu gibt

Eine portugiesische Quelle von 1769 zählt die Reiche der östlichen Provinz Belu auf, unter dem sich auch Cloco befindet.
1860 wurde das Reich von Claco vom portugiesischen Gouverneur Afonso de Castro der Militärkommandantur Bibissuço (Bubussuso) zugeordnet. In seiner Liste von 1868 wird das Reich aber nicht mehr aufgeführt.
Herrscher von Claco
- Dom Francisco Fernandes (1703)
- Dom Belchior Fernandes (1726)
- Dom Manuel Hornay (etwa 1769)
- Dona Vicente da Costa (1815)

Von Kicras aus wurde im Zweiten Weltkrieg ein Großteil der letzten australischen Soldaten auf Timor in der Nacht vom 9. zum 10. Januar, zusammen mit 50 Portugiesen, vom Zerstörer HMAS Arunta evakuiert.
In Welaluhu wurden 1981 die Einwohner von Caicassa durch die indonesischen Besatzer zwangsangesiedelt. Viele Timoresen starben an Malaria und Hunger.
Ende 2012 besetzten über 1.000 Anhänger der Organisation CPD-RDTL unter der Führung von Generalkoordinator Aitahan Matak eine größere Fläche in Welaluhu, nahe Weberec, die der dortigen Dorfgemeinschaft gehört. Der Administrator des damaligen Subdistrikts Fatuberlio Tobias Hornay sprach von 7.000 Mitgliedern der CPD-RDTL, die Organisation selbst von sogar 11.000. Als Anlass wurde das hundertjährige Jubiläum der Rebellion von Manufahi unter dem Liurai Boaventura gewählt. Da sie Macheten und Uniformen trugen, fühlte sich die lokale Bevölkerung von ihnen bedroht und verlangten ihren Abzug. Aitahan Matak verneinte eine kriminelle Handlung. Man wolle hier in einer Kooperative Landwirtschaft betreiben, um Osttimor unabhängig von Importen zu machen. Auch gäbe es keine illegalen Geldsammlungen. Man nehme nur Spenden an, um das Projekt zu finanzieren. Auch bestritt die CPD-RDTL, dass sie Vieh der Einheimischen gestohlen und geschlachtet habe. Die lokale Bevölkerung beklagten, dass deren Felder von der CPD-RDTL besetzt worden wären, während die Organisation von ungenutzten Flächen sprach, die zuvor von den Indonesiern für ihr Umsiedlungsprogramm genutzt wurden und daher nun dem Staat gehörten. Die Regierung konnte das Problem bisher nicht lösen. Staatspräsident Taur Matan Ruak und das Kabinett forderten Premierminister Xanana Gusmão auf, Polizei (PNTL) und Soldaten der Verteidigungskräfte Osttimors (F-FDTL) zu entsenden, um die öffentliche Ordnung aufrechtzuerhalten. Der Oberkommandierende der Armee Lere Anan Timur erklärte, er sehe keine Gefahr durch die CPD-RDTL und glaube auch nicht an Straftaten. Die CPD-RDTL habe es nur versäumt vor der Ansiedlung die lokalen Führer und die Dorfgemeinschaft zu kontaktieren.

## Politik
Bei den Wahlen von 2004/2005 wurde Albino Francisco zum Chefe de Suco gewählt. Bei den Wahlen 2009 gewann Viriato Dc. Fernandes und 2016 Manuel Sarmento.